# Takashi Hirano
Takashi Hirano (n. 15 iulie 1974) este un fost fotbalist japonez.

## Statistici
| Japonia | Japonia | Japonia |
| An      | Meciuri | Goluri  |
| ------- | ------- | ------- |
| 1997    | 5       | 1       |
| 1998    | 7       | 2       |
| 1999    | 0       | 0       |
| 2000    | 3       | 1       |
| Total   | 15      | 4       |